# 316042 Tilofranz
316042 Tilofranz è un asteroide della fascia principale. Scoperto nel 2009, presenta un'orbita caratterizzata da un semiasse maggiore pari a 2,3581475 UA e da un'eccentricità di 0,1638701, inclinata di 5,81314° rispetto all'eclittica.